# Trocsány
Trocsány (szlovákul: Tročany) község Szlovákiában, az Eperjesi kerület Bártfai járásában.

## Fekvése
Bártfától 16 km-re délre, a Szekcső-patak bal oldalán fekszik.

## Története
A település egy, a Szentháromság tiszteletére szentelt templom körül keletkezett 1100 körül. Nevét is a templom patrónusáról kapta (Sv. Trojica = Szentháromság). Első írásos említése 1277-ből származik. Kezdetben helyi nemesek birtoka volt. 1427-ben 25 adózó háztartása volt. 1600-ban 10 jobbágyház mellett nemesi kúria, templom és plébánia is állt a településen. 1715-ben 10, 1720-ban 6 háztartása adózott.
A 18. század végén Vályi András így ír róla: „TROCSÁN. Tót falu Sáros Várm. földes Urai Rakovszky, és több Urak, lakosai külömbfélék, fekszik Magy. Razloviczának szomszédságában, mellynek filiája; határja meglehetős, réttye, legelője, fája van, piatza nints meszsze.”
1828-ban 47 házában 360 lakos élt.
Fényes Elek 1851-ben kiadott geográfiai szótárában így ír a faluról: „Trocsány, tót falu, Sáros vmegyében, M. Raszlavicz fil., 150 kath. 22 zsidó lak. F. u. többen. Ut. postája Eperjes.”
1900-ban 221 lakosa volt. A trianoni diktátum előtt Sáros vármegye Bártfai járásához tartozott.

## Népessége
| Év:            | 1994. | 2004.   | 2014.   | 2024.   |
| -------------- | ----- | ------- | ------- | ------- |
| Emberek száma: | 301   | 318     | 301     | 292     |
| Eltérés:       |       | +5,64 % | -5,34 % | -2,99 % |

| Év:            | 2023. | 2024.   |
| -------------- | ----- | ------- |
| Emberek száma: | 298   | 292     |
| Eltérés:       |       | -2,01 % |

1880-ban 259 lakosából 235 szlovák, 6 német, 5 magyar és 12 egyéb anyanyelvű lakosa volt. Ebből 122 római katolikus, 120 görög katolikus, 15 izraelita és 2 evangélikus vallású volt.
1910-ben 254 lakosából 242 szlovák és 12 német anyanyelvű lakosa volt. Ebből 145 római katolikus, 97 görög katolikus és 12 izraelita vallású volt.
2001-ben 323 lakosából 320 szlovák volt.
2011-ben 310 lakosából 303 szlovák, 1-1 ruszin és ukrán, 2 egyéb és 3 ismeretlen nemzetiségű volt.
2021-ben 284 lakosából 278 szlovák, (+1) ruszin és 6 ismeretlen nemzetiségű volt.

## Nevezetességei
- Szent Lukács tiszteletére szentelt görögkatolikus fatemploma a 15. század végén és a 16. század elején épült. A környék legrégebbi keleti rítusú temploma. Ikonosztáza a 17. században készült.
- Római katolikus temploma 1757-ben épült.